# Middelhavs-ene
Middelhavs-ene (Juniperus oxycedrus) er et stedsegrønt træ med spidse nåle og bæragtige kogler, der bliver orangerøde ved modning. Træet er hjemmehørende i subtropiske egne og overlever ikke i Danmark.

## Kendetegn
Middelhavs-ene er meget foranderlig i sin vækstform. Planten findes i typer, som nærmest er en bred busk, og typer, der er regulære træer. Grenene er først opstigende og rette, men senere bliver de uregelmæssigt voksende og krogede. Barken er først lysegrøn og furet, men senere bliver den rødbrun og efterhånden mest grålig. Gamle grene og stammen får en bark, som er lyst gråbrun med langsgående, smalle revner. Knopperne sidder i kranse med tre i hver. De er meget små og runde med blåduggede, lysegrønne skæl. Nålene er smalle og spidse. På oversiden ses to lyse striber, mens undersiden er ensfarvet grågrøn. Hanlige og hunlige blomster sidder i reglen på forskellige individer (dvs. at planten er tvebo). Frugterne er egentlig kogler, men da de er bløde og saftige, virker de som bær. De er først grønne, men ved modenhed bliver de orangerøde. Koglen indeholder kun få kerner, som spedes af fugle.
Rodsystemet består af kraftige, udbredte og dybtgående hovedrødder og forholdsvis tynde siderødder.
Planten når en højde på 15 m og en kronediameter på 10 m.

## Hjemsted
Middelhavs-Ene hører hjemme i landene omkring Middelhavet: Nordafrika, Mellemøsten, Tyrkiet, Kaukasus, Balkanlandene, Italien, Frankrig, Spanien og Portugal. I alle landene trives denne art på de mest tørre steder med næringsfattig jord.
I det centrale Spanien (dvs. vest og sydvest for Madrid) findes der bevoksninger, som domineres af Middelhavs-Ene. Undergrunden består af kvartsit, granit og meget gamle skiferlag, og arten vokser i højder fra 280 m til 1.257 moh. Klimaet er kontinentalt med meget stærk varme og intens tørke i sommertiden og frostgrader i vinterperioden. Her findes arten sammen med bl.a. Almindelig Gyvel, Almindelig Vedbend, Apenniner-Soløje, Bjerg-Mandstro, Campanula lusitanica (en art af Klokke), Daphne gnidium (en art af Dafne), Dianthus lusitanus (en art af Nellike), Genista hirsuta (en art af Visse), Harpiks-Soløjetræ, Håret Flitteraks, Kork-Eg, Kretisk Galdebær, Kæmpefjergræs, Liden Rustbregne, Portugisisk Eg, Prikbladet Perikon, Pyrus bourgaeana (en art af Pære), Rosmarin, Rubus ulmifolius (en art af Brombær), Rundbladet Eg, Rundfinnet radeløv, Scorzonera angustifolia (en art af Skorzoner), Skarpbladet Asparges, Smalbladet Lupin, Sommerfugle-Lavendel, Spansk Timian, Stinkende Evighedsblomst, Strandløg, Terpentintræ, Venus-Navleurt, Vild Krap og Vild Oliven.

## Galleri
|  |  |
|  |  |

## Note
1. ↑  R.P. Adams: Junipers of the World, 2004, ISBN 1-4120-4250-X
2. ↑  Eusebio Cano, Alfonso Rodríguez-Torres, Carlos Pinto Gomes, Antonio García-Fuentes, Juan A. Torres, Carlos Salazar, Luis Ruiz-Valenzuela, Ana Cano-Ortiz og Raúl J. Montilla: Analysis of the Juniperus oxycedrus L. communities in the centre and south of the Iberian peninsula (Spain and Portugal) – grundig analyse af forholdene i det centrale Spanien (på (engelsk))